# Мещерский, Владимир Петрович
Князь Влади́мир Петро́вич Меще́рский (14 (26) января 1839, Санкт-Петербург — 10 (23) июля 1914, Царское Село) — русский писатель и публицист крайне правых взглядов, издатель-редактор журнала (с 1 октября 1887 года — газеты) «Гражданин». Действительный статский советник в звании камергера.

## Биография
Родился в Петербурге, крещён 4 февраля в церкви Святого Великомученика Пантелеймона. Его крестными родителями были сенатор С. С. Кушников и бабушка Е. А. Карамзина. Представитель княжеского рода Мещерских. Внук Н. М. Карамзина, за что получал специальную прибавку к жалованью: Карамзин был государственным историографом, и двор платил его семье пенсию. Родители Мещерского, Пётр Иванович и Екатерина Николаевна, принадлежали к ближайшему окружению Пушкина, его бабушкой была С. С. Мещерская, переводившая с французского.
В 1857 году окончил Императорское училище правоведения. В службу В. П. Мещерский вступил 11 мая 1857 года. С 1861 года — в звании камер-юнкера; с 1872 года — в звании камергера.
В молодости как чиновник особых поручений Министерства внутренних дел много ездил по России. Свои поездки он описывал в письмах великому князю (затем цесаревичу и, наконец, императору) Александру Александровичу, а также в «Очерках нынешней общественной жизни в России» (СПб., 1868).
Мещерский получил наибольшую известность как влиятельный консервативный публицист и консультант правительства (сперва Александра III, затем, после кратковременной опалы, — Николая II), прославившийся своим предложением «поставить точку» реформам Александра II.
Газета «Гражданин», которую он издавал, пользовалась субсидиями правительства. Генерал А. А. Мосолов, бывший начальником канцелярии Министерства императорского двора (1900—1916), свидетельствовал в своих воспоминаниях, что Мещерский получал ежегодную субсидию из десятимиллионного фонда; также писал о нём: «За время своей службы при дворе, я не помню ни одного случая, когда бы Мещерский не добился от государя испрашиваемой им для кого-нибудь милости. Он писал непосредственно его величеству, и у меня перебывало в руках немало писем, писанных убийственным почерком князя с неизменною резолюциею императора: „Исполнить“.». Некоторое время с ним сотрудничал писатель Ф. М. Достоевский, бывший ранее, с 1 января 1873 года редактором-издателем еженедельника.
С 10 июля 1873 года — действительный статский советник.
Перед своей смертью, в 1913—1914 годах, Мещерский занимал наивысшее положение среди всех действительных статских советников по старшинству пожалования в чин. Умер от крупозного воспаления лёгких в июле 1914 года, похоронен в Александро-Невской лавре.

## Творчество и художественная критика

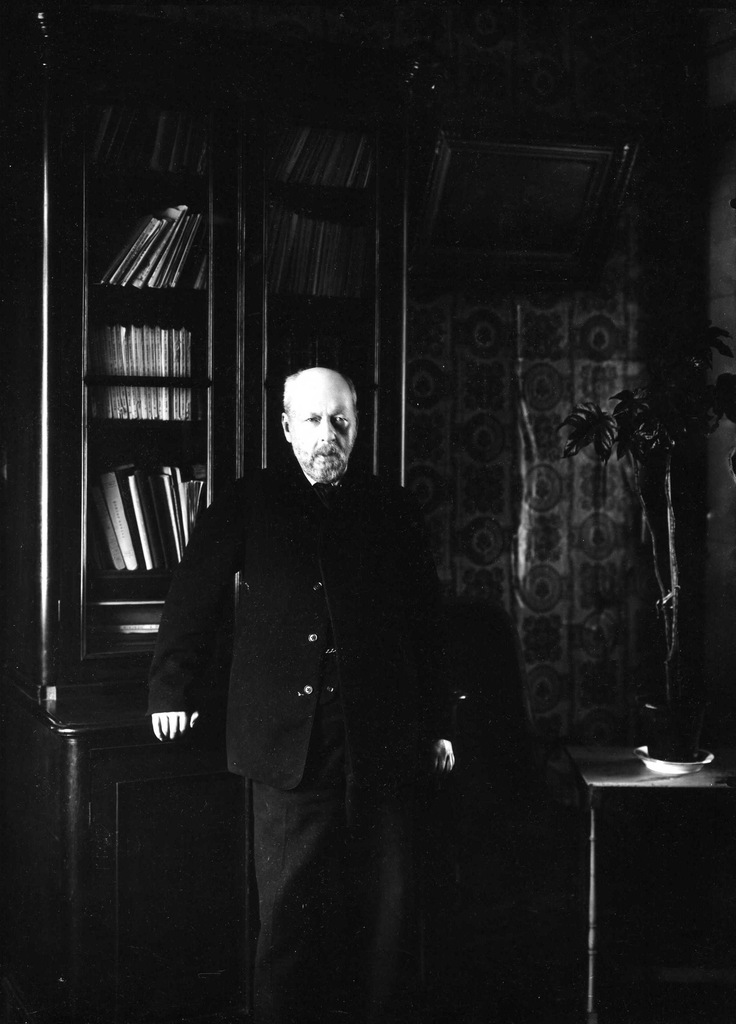
Владимир Петрович Мещерский

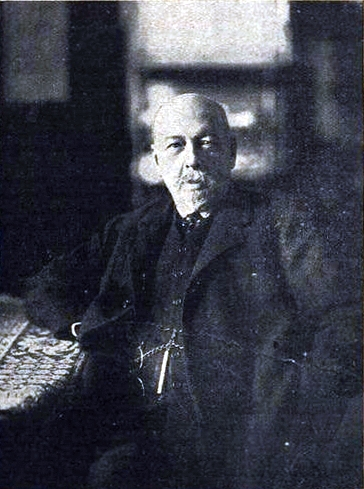
В поздние годы

Успехом пользовались по преимуществу его сатирические романы из великосветской жизни, изданные иногда под инициалами «К. В. М.»: «Женщины из петербургского большого света», «Один из наших Бисмарков», «Лорд Апостол в петербургском большом свете», «Хочу быть русской», «Тайны современного Петербурга», «Ужасная женщина», «Реалисты большого света», «Князь Нони», «Граф Обезьянинов», «Ужасная ночь» и др. Князь Мещерский, его журнал и сочинения неоднократно иронически упоминаются в ранних юморесках А. П. Чехова.
Мещерскому принадлежат также: «Речи консерватора» (1876), «В улику времени» (1879) и др. При жизни были изданы его «Воспоминания» в 3 частях (Санкт-Петербург, 1897—1912), описывающие некоторые события политической и светской жизни 1880—1890-х годов.
Владимир Мещерский в отдельной статье высказал тревогу по поводу публичного экспонирования картины Ильи Репина «Перед исповедью». Он писал: «вот, чем занимаются и в какую сторону идут бедные художники, думая, что это очень глубоко, умно и что так надо, что это „идея“. Памфлет и ругательства заменили изображение — нельзя было ждать и требовать, чтобы напитывающаяся всем этим бедная молодежь давала отпор, не увлекалась бы всем этим». Саму картину Репина он назвал «Поп, напутствующий каторжника», отметив, что по лицу героя становится понятно, что он — политический заключённый. Картина в результате не была допущена для экспонирования на XII выставку Товарищества передвижных художественных выставок 1884 года.

## Личная жизнь
Историки В. В. Берсенев (Российский государственный исторический архив) и А. Р. Марков (Санкт-Петербургская государственная академия культуры) опубликовали архивный документ, из которого следует, что неприличная история произошла между Мещерским и графом Келлером вокруг молодого трубача из подчиненного графу лейб-стрелкового батальона столичного гарнизона. Князь добился отставки военачальника, препятствовавшего ему видеться с любовником. Но позднее проведенное расследование подтвердило правоту графа Келлера, а слухи о деле быстро распространились по Петербургу.
Владимир Сергеевич Соловьёв именовал его «Содома князь и гражданин Гоморры», прозрачные намёки на это появлялись во французских и русских газетах. Отношение философа к издаваемому Мещерскому журналу «Гражданин» патриотического направления было резко негативное. Любовником князя (по другим данным — незаконным братом) был правительственный агент и авантюрист Иван Манасевич-Мануйлов, затем в связи с Мещерским находился покровительствуемый им журналист Иосиф Колышко. В журнале «Риск», на основе анонимной записки, приписываемой архиву Островского написано: «Употребляет молодых людей, актёров и юнкеров и за это им протежирует. В числе его любовников называют Аполлонского и Корвин-Круковского. Юнкеров и молодых людей ему сводничают К.Ив. Чехович и Депари. Для определения достойна задниц его жертв, у него заведен биллиард».
С. Ю. Витте в своих воспоминаниях указывает: «Наиболее любимый молодой человек Мещерского — Бурдуков, отставной корнет, не имеющий никакого образования и воспитания, состоит камергером двора его величества, чиновником особых поручений при министре внутренних дел, получает усиленное содержание. И даже, кажется, на случай смерти Мещерского, когда он, Бурдуков, останется без протекции, ему заранее определена пенсия, сравнительно в большом размере, если только Бурдуков покинет службу». Николай Фёдорович Бурдуков (с 1911 года — действительный статский советник, состоящий при министре внутренних дел) проживал в доме Мещерского по Спасской улице, 27. После кончины Мещерского Н. Ф. Бурдуков по завещанию стал его наследником и получил в собственность оба дома, которыми владел князь — на Спасской и в Гродненском переулке, дом 6. В. П. Мещерский и Н. Ф. Бурдуков внесли денежные средства за место в Исидоровской церкви Александро-Невской лавры: «29 декабря 1907 г. За предоставление одного двухъярусного могильного места в Исидоровской церкви князю Владимиру Петровичу Мещерскому и Николаю Федоровичу Бурдукову 1000 руб.».
Существуют и иные взгляды на гомосексуальность князя Мещерского.

Репутация Мещерского, одиозная среди либералов и левых, была не лучшей и в кругах консерваторов, многие из которых стремились отмежеваться от него. Это было связано не только с деятельностью Мещерского как «серого кардинала» правительства, но и со скандальными историями, которые возникали в связи с предполагаемой гомосексуальной ориентацией князя. Ниже приведена характеристика, данная историком Николаем Троицким в 2000 году. Соглашаясь с оценками В. И. Ленина, Троицкий крайне отрицательно относится к царствованию императора Александра III и к его окружению, не стесняясь в резкости выражений:
Еще более одиозной была репутация другого трубадура реакции 80-90-х годов — князя Владимира Петровича Мещерского. Сей господин, прославлявший национальную потребность в розгах («как нужна соль русскому человеку, так ему нужны розги»), «презренный представитель заднего крыльца», «негодяй, наглец, человек без совести», к тому же ещё «трижды обличенный в мужеложстве», был личным другом Александра III. Его журнал «Гражданин» субсидировался царем и считался поэтому в осведомленных кругах «царским органом», «настольной книгой царей». И. С. Тургенев писал о нём в 1872 году, то есть ещё тогда, когда «Гражданин» не был столь реакционен, как в 80-е годы: «Это, без сомнения, самый зловонный журналец из всех ныне на Руси выходящих».
Цитируя обвинения Мещерского в гомосексуальности, Троицкий ссылается на дневник Половцова. Сам Половцов ссылается в дневнике на рассказы Игнатьева и Ванновского, в то же время характеризуя их как людей не вполне честных.
Современная исследовательница Н. В. Черникова на архивном материале пыталась доказать, что слухи о мужеложстве князя В. П. Мещерского не более, чем сплетня. По её мнению, история с Рубиным стала не просто основой сплетни о предполагаемой гомосексуальности Мещерского. Эта история оказалась и единственным событием, питавшим эту сплетню на протяжении десятилетий. Также по её мнению, с 1887 года ни одного конкретного эпизода в вину князю поставлено не было, а догадки об особых отношениях Мещерского с протежируемыми им молодыми людьми ничем не подкреплялись. Исследовательница выдвигает теорию о том, что порочащие Мещерского слухи были взяты на вооружение политическими противниками князя.

## Награды
- Орден Святой Анны 3-й степени (1864);
- Орден Святого Владимира 3-й степени (1902);
- Медаль «В память царствования императора Александра III»
- Медаль «В память 300-летия царствования дома Романовых»

## Сочинения
- Князь Мещерский. Воспоминания. М., 2001.
- Мещерский В. П. Письма к великому князю Александру Александровичу, 1863—1868. М., 2011.ISBN 978-5-86793-914-4
- Мещерский В. П. Письма к великому князю Александру Александровичу, 1869—1878. М., 2014.ISBN 978-5-4448-0202-1
- Мещерский В. П. Письма к императору Александру III, 1881—1894 / Публ., предисл. и коммент. Н. В. Черниковой. — М.: Новое литературное обозрение, 2018. — 808 с. ISBN 978-5-4448-0793-4
- Мещерский В. П. За великую Россию. Против либерализма / Составление и комментарии Ю. В. Климаков / Отв. ред. О. А. Платонов. — М.: Институт русской цивилизации, 2010. — 624 с. ISBN 978-5-902725-47-3